# سیارک ۱۲۰۸۴
سیارک ۱۲۰۸۴ (به انگلیسی: 12084 Unno، نامگذاری:1998FL125) دوازده هزار و هشتاد و چهارمین سیارک کشف شده‌است که در ۲۲ مارس ۱۹۹۸ کشف شد.
قدر مطلق سیارک برابر ۳۰.۹ است.